# Паисий Рилски
Вижте пояснителната страница за други личности с името Паисий.
Паисий Рилски е български свещеник и революционер, игумен на Рилския манастир от 1907 до 1908 година, деец на Вътрешната македоно-одринска революционна организация.

## Биография
Роден е като Петър Иванов в 1861 година в Робово или в 1866 година в Митрашинци, Малешевско, в Османската империя. Поради преследвания от турци, в 1882 година бяга в Рилския манастир, в Свободна България, където става послушник. Завършва III клас в манастирското училище, след което учи една година в семинария. В 1885 година се замонашва под името Паисий. В 1889 година е ръкоположен за дякон, а в 1890 година - за свещеник. В 1903 година за осем месеца е в Троянския манастир, след което се връща в Рилската обител.
Спонсорира изпращането на екзархийския вестник „Новини“ в Берово и дружи бедни общини в Македония. Участва в подготовката на Четническата акция на Македонския комитет в 1895 година, като се грижи за изпращането и посрещането на четите.
Член е на ВМОРО от 1895 година. По-късно Паисий Рилски е назначен за ръководител на граничния революционен пункт в Рилския манастир. Подпомага минаването на четите за Горноджумайското въстание в 1902 година, както и на тези през Илинденско-Преображенското въстание в 1903 година. Организира посрещането на делегатите и спокойното протичане на Рилския конгрес на ВМОРО в 1905 година. Избран е за игумен на Рилския манастир в 1907 – 1908 година.
Паисий Рилски умира в 1938 година в Рилския манастир.